# Papeterie de la Rochette
La papeterie de la Rochette est une papeterie située à Laneuveville-devant-Nancy, dans le département de Meurthe-et-Moselle.

## Situation
Le site se situe à Laneuveville-devant-Nancy, rue Lucien-Galtier.

## Histoire
Elle fut créée en 1914, achevant une zone industrialisée depuis 1877 et comprenant une halle dont les façades sont percées d'une résille de baies à claustra formant quatre travées. Les installations furent modernisés dans le cadre du Plan Marshall en 1946-1949. L'usine ferme en 1980.
Les façades, les toitures, les structures et le portique de la chaufferie centrale thermique sont inscrits au titre des monuments historiques par arrêté du 17 février 2012.

## Description
La vaste chaufferie-centrale thermique fut bâtie en béton armé et montre cette modernisation. Elle servait à produire l'électricité pour les machines et du chauffage pour les locaux et la chaine de séchage des cartons. L'édifice dispose d'une toiture en voile de béton armé couvrant l'ensemble du bâtiment. il se compose de deux ateliers dissimulant une travée de production et deux travées de conditionnement le prolongent.